# Grijze junco
De grijze junco (Junco hyemalis) is een Noord-Amerikaanse zangvogelsoort uit de familie van de gorzen. De wetenschappelijke naam van de soort werd als Fringilla hyemalis in 1758 gepubliceerd door Carl Linnaeus. Het verspreidingsgebied van de grijze junco beslaat bijna heel Noord-Amerika, op het midden en zuiden van Mexico na. Er worden diverse ondersoorten onderscheiden, elk met een iets andere kleuring.

## Kenmerken

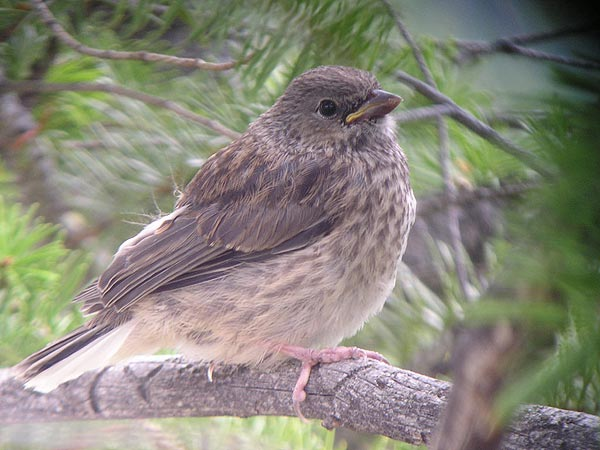
Juveniel van de ondersoort Junco hyemalis mearnsi, Yellowstone National Park

De grijze junco wordt ongeveer 13 tot 17 cm lang. De vogel heeft een grijze kop en bovenzijde van de borst, een witte buik en donkerdere, grijsbruine vleugels. De toppen van de staartveren zijn wit, waarmee de vogel bij het vliegen goed herkenbaar is. De snavel is vaalroze van kleur.
De kleuring is bij de mannetjes over het algemeen duidelijker ontwikkeld dan bij de vrouwtjes. Jongen hebben tot 3 maanden oud vale strepen, waardoor ze verward kunnen worden met avondgorzen (Pooecetes gramineus). De jongen van de grijze junco hebben echter al een duidelijk donkerdere kop dan de rest van het lichaam, ook is de kop meer effen gekleurd dan bij de avondgors.

## Levenswijze
De grijze junco foerageert op de grond, waar het dier insecten en zaden zoekt.
In het broedseizoen vormen de vogels paartjes, die samen van plukken haar of planten een schaalvormig, ongeveer 10 cm groot nest bouwen. Het nest bevindt zich in de lagere takken van bomen of struikgewas of op de grond, goed verstopt onder planten of struiken. Tijdens het broedseizoen kan een vrouwtje meerdere malen eieren leggen, meestal gebeurt dit twee keer per jaar. Per keer worden meestal vier eieren gelegd. De eieren zijn grijzig tot lichtblauw van kleur en bruin tot grijs bespikkeld. Ze komen uit na ongeveer 12 tot 13 dagen broeden. De jongen vliegen uit na 11 tot 14 dagen.

## Verspreiding
De grijze junco leeft in gemengd bos en naaldbos van de gematigde zone. De vogel komt veel voor in parken en tuinen, vooral als in de winter door mensen bijgevoerd wordt. Het verspreidingsgebied beslaat vrijwel de gehele Verenigde Staten, inclusief Alaska, Canada, en een deel van het noorden van Mexico. De noordelijke populaties trekken in de winter naar het zuiden om in het gebied rond de Golf van Mexico te overwinteren. In de zomer komen de dieren ook voor tot ver in de arctische zone, in het noorden van Canada, waar ze naartoe trekken om te broeden. Soms komen grijze junco's 's winters als dwaalgast op de Britse Eilanden terecht. Het vogeltje is in 2015 – ook als dwaalgast – gefotografeerd in Groningen.
In maart 2018 werd één volwassen mannetje waargenomen in de buurt van Gent in Oost-Vlaanderen.

## Ondersoorten
Er worden 15 ondersoorten onderscheiden:
- J. h. aikeni: de westelijk-centrale Verenigde Staten.
- J. h. hyemalis: Alaska, noordelijk, centraal en oostelijk Canada, de noordelijk-centrale en noordoostelijke Verenigde Staten.
- J. h. carolinensis: de oostelijk-centrale Verenigde Staten.
- J. h. cismontanus: binnenlands westelijk Canada.
- J. h. oreganus: zuidoostelijk Alaska en het westelijke deel van Centraal-Brits-Columbia (westelijk Canada).
- J. h. shufeldti: de kust van zuidwestelijk Brits-Columbia en de kust van de noordwestelijke Verenigde Staten.
- J. h. montanus: binnenlands zuidwestelijk Canada en binnenlands noordwestelijke Verenigde Staten.
- J. h. thurberi: zuidelijk Oregon en noordwestelijk Californië.
- J. h. pinosus: centraal en zuidelijk Californië.
- J. h. pontilis: Sierra Juárez (noordelijk Baja California in noordwestelijk Mexico).
- J. h. townsendi: Sierra San Pedro Mártir (noordelijk Baja California in noordwestelijk Mexico).
- J. h. mutabilis: zuidoostelijk Californië en zuidelijk Nevada.
- J. h. mearnsi: van zuidwestelijk tot het zuidelijke deel van Centraal-Canada, de noordelijk-centrale Verenigde Staten.
- J. h. caniceps: de westelijk-centrale Verenigde Staten.
- J. h. dorsalis: Arizona, New Mexico en westelijk Texas.